# Mistrzostwa Świata w Narciarstwie Alpejskim 2001
36. Mistrzostwa świata w narciarstwie alpejskim odbywały się od 29 stycznia do 10 lutego 2001 w austriackim Sankt Anton am Arlberg. Były to już siódme mistrzostwa świata odbywające się w Austrii (poprzednio kraj ten organizował MŚ w latach 1933, 1936, 1958, 1964, 1976, 1982 i 1991), jednak dopiero pierwsze w historii w tej miejscowości. W klasyfikacji medalowej najlepsza okazała się reprezentacja gospodarzy, zdobywając łącznie jedenaście medali, w tym trzy złote, sześć srebrnych i dwa brązowe.

## Wyniki

### Mężczyźni
| Konkurencja             | Data        | Złoto                | Czas    | Srebro              | Czas    | Brąz            | Czas    |
| Supergigant szczegóły   | 30 stycznia | Daron Rahlves        | 1:21,46 | Stephan Eberharter  | 1:21,54 | Hermann Maier   | 1:21,69 |
| Kombinacja szczegóły    | 6 lutego    | Kjetil André Aamodt  | 2:58,25 | Mario Matt          | 2:58,93 | Paul Accola     | 2:59,53 |
| Zjazd szczegóły         | 7 lutego    | Hannes Trinkl        | 1:38,74 | Hermann Maier       | 1:38,94 | Florian Eckert  | 1:39,26 |
| Slalom gigant szczegóły | 8 lutego    | Michael von Grünigen | 2:23,80 | Kjetil André Aamodt | 2:24,15 | Frédéric Covili | 2:24,18 |
| Slalom szczegóły        | 10 lutego   | Mario Matt           | 1:39,66 | Benjamin Raich      | 1:39,81 | Mitja Kunc      | 1:40,36 |

### Kobiety
| Konkurencja             | Data        | Złoto                | Czas    | Srebro             | Czas    | Brąz            | Czas    |
| Supergigant szczegóły   | 29 stycznia | Régine Cavagnoud     | 1:23,44 | Isolde Kostner     | 1:23,49 | Hilde Gerg      | 1:23,52 |
| Kombinacja szczegóły    | 2 lutego    | Martina Ertl         | 2:55,65 | Christine Sponring | 2:58,23 | Karen Putzer    | 2:58,69 |
| Zjazd szczegóły         | 6 lutego    | Michaela Dorfmeister | 1:36,20 | Renate Götschl     | 1:36,34 | Selina Heregger | 1:36,37 |
| Slalom szczegóły        | 7 lutego    | Anja Pärson          | 1:32,95 | Christel Pascal    | 1:33,56 | Hedda Berntsen  | 1:33,99 |
| Slalom gigant szczegóły | 9 lutego    | Sonja Nef            | 2:19,01 | Karen Putzer       | 2:20,11 | Anja Pärson     | 2:20,52 |

## Tabela medalowa
| Lp. | Państwo           | złoto | srebro | brąz | razem |
| --- | ----------------- | ----- | ------ | ---- | ----- |
| 1   | Austria           | 3     | 6      | 2    | 11    |
| 2   | Szwajcaria        | 2     | -      | 1    | 3     |
| 3   | Francja           | 1     | 1      | 1    | 3     |
|     | Norwegia          | 1     | 1      | 1    | 3     |
| 5   | Niemcy            | 1     | -      | 2    | 3     |
| 6   | Szwecja           | 1     | -      | 1    | 2     |
| 7   | Stany Zjednoczone | 1     | -      | -    | 1     |
| 8   | Włochy            | -     | 2      | 1    | 3     |
| 9   | Słowenia          | -     | -      | 1    | 1     |